# Paulo Jacinto
Paulo Jacinto é um município brasileiro do Estado de Alagoas . Sua população segundo IBGE2010 era de 7.426 habitantes. está localizado na região centro-norte do Estado de Alagoas, limitando-se a norte com o município de Quebrangulo, a sul com Mar Vermelho, a leste com Viçosa e a oeste com Quebrangulo e Palmeira dos Índios. 
A área municipal ocupa 107,72 km² (0,38% de AL),inserida na Região da zona da Mata Alagoana. está insirido na Região serrana dos Quilombos sua pluviometria anual e de 1500 a 1750 mm clima tropical úmido 
O acesso a partir de Maceió é feito através da rodovia pavimentada BR-104 e AL-210, com
percurso total em torno de 104 km.
O atual município de Paulo Jacinto, anteriormente era conhecido como povoado Lourenço de Cima e depois Lourenço de Baixo, passou a se chamar Paulo Jacinto por sugestão da direção da Great Western, em homenagem ao Barão de Palmeira dos índios, Paulo Jacinto Tenório, que havia doado terras para a passagem da ferrovia.

## Histórico
Paulo Jacinto, antigo distrito subordinado ao município de Quebrangulo, foi elevado à categoria de município pela lei nº 1747 de 2 de dezembro de 1953.

## Galeria